# Reacción de Wurtz

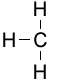
Grupo radical univalente alquilo (R).

En química orgánica, la Reacción de Wurtz, llamada así por su diseñador Charles-Adolphe Wurtz, es una reacción de combinación adición de un halogenuro de alquilo con sodio para formar un nuevo enlace carbono-carbono:
2RX + 2Na → R-R + 2Na+X-
donde la R es un radical libre y X el halógeno.
Es el tipo de reacción que sintetiza a alcanos.

## Mecanismo
El halógeno tiene la tendencia de recibir un electrón y el sodio tienen la tendencia de ceder un electrón. En solución el halógeno recibe el electrón de parte del sodio dejando al sodio halogenado y al radical alquilo libre. 
RX + Na → R' + NaX (Na+X-)
El radical libre acepta un electrón de otro átomo de sodio. 
R' + Na → RNa (R-Na+)
El alquil ionizado se intercambia con un nuevo halógeno formando un enlace carbono-carbono con el alquilo acompañante. 
R-Na+ + RX → R-R + NaX (Na+X-)
Todo junto:
{\displaystyle RX+Na\qquad \quad \longrightarrow \ R^{'}+Na^{+}+X^{-}}
{\displaystyle R^{'}+Na\qquad \quad \longrightarrow \ Na^{+}+R^{-}}
{\displaystyle {\underline {R^{-}+Na^{+}+RX\longrightarrow \ R-R+Na^{+}+X^{-}}}}
{\displaystyle 2RX+2Na\qquad \quad \longrightarrow \ R-R+2Na^{+}+2X^{-}}
Por ejemplo, la formación de etano a partir de metil iodo:
2CH3I + 2Na → CH3CH3 + 2NaI
y también, la formación de n-butano a partir de  cloro:
2CH3CH2Cl + 2Na → CH3CH2CH2CH3 + 2NaCl

## Reacción de Freund
La síntesis de Freund es un método en síntesis orgánica para obtener ciclopropanos que consiste en la ciclización de 1,3 dihaloalcanos por un acoplamiento de Wurtz intramolecular:

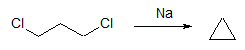
Reacción de Freund

Cuando se utiliza zinc se denomina reacción de Gustavson. La síntesis industrial de ciclopropano utilizando 1,3-dicloropropano con polvo de zinc en etanol acuoso se conoce como proceso del ciclopropano de Hass.,